# Campsicnemus maui
Campsicnemus maui är en tvåvingeart som beskrevs av Neal L. Evenhuis 2007. Campsicnemus maui ingår i släktet Campsicnemus och familjen styltflugor. Inga underarter finns listade i Catalogue of Life.